# Edward Drozdowsky
Edward Drozdowsky (lub Eduard Drazdauskas, ur. ok. 1917, zm. ?) – zbrodniarz hitlerowski, członek załogi obozu koncentracyjnego Gross-Rosen, oraz SS-Oberscharführer.

## Życiorys
Przybył do Gross-Rosen w 1942 roku, kiedy to jeszcze miał rangę SS-Rottenführera. Był wyjątkowo brutalnym esesmanem. Lubił robić spustoszenie w polskich blokach. Lubił mordować więźniów, więc nie dawał kapo się wyręczyć. Mordował ich do końca różnymi metodami. Lubił ich zabijać w sposób następujący: niespodziewanie uderzał więźnia w żołądek i pod szczękę, co „zwalało” z nóg. Wtedy kładł na gardle ofiary kij i urządzał sobie „huśtawkę", co przedłużało agonię więźnia, gdyż stawał na nim i raz naciskał na lewy koniec kija a raz na prawy. Był bardzo zawzięty w wyszukiwaniu ofiary, która raz wpadła mu w oko. Lubił się wyłaniać w sytuacjach, które zaskakiwały więźniów w chwili niemożności oddania regulaminowych honorów. Wówczas całą grupę więźniów zapędzał do morderczej pracy, np. do noszenia bloków kamiennych lub męczył śmiertelnymi ćwiczeniami. W pierwszych dwóch latach nie darował nawet na wpół przytomnym więźniom, którzy słaniali się z utraty sił na nogach. Wtedy mordował ich, by już „darmo chleba nie jedli”. Potem był jeszcze lagerführerem w podobozie Gross-Rosen w Jaworze.
Według książki Gross-Rosen-obóz koncentracyjny na Śląsku po wojnie został ujęty przez byłego więźnia obozu. Sądzony był w Hamburgu razem z byłym komendantem obozu Johannesem Hassebroekiem i rapportführerem Hellmutem Eschnerem i miał został skazany na karę śmierci i najprawdopodobniej stracony w 1948 roku. Oficjalne źródła mówią, iż został skazany 7 października 1948 roku wraz z Eschnerem na karę dożywotniego pozbawienia wolności. O jego dalszych losach nic nie wiadomo.